# کوه البرز (زابل)
کوه البرز، در رشته‌کوه هندوکش افغانستان جای گرفته‌است. این کوه در ولسوالی دای چوپان ولایت زابل قرار گرفته‌است.
کوه البرز کوهی به ارتفاع ۳۲۰۶ متر است. این کوه در زابل افغانستان واقع شده‌است. در فاصله نه چندان دور از این کوه، در استان همسایه کوه "میدان رستم" در غزنی قرار دارد.